# Frederiksberg Rådhus
Frederiksberg Rådhus er navnet på rådhuset i Frederiksberg Kommune. Modsat mange andre kommuner har Frederiksberg Kommune stadig den samlede administration på rådhuset, hvor cirka 600 ansatte arbejder. Rådhuset rummer desuden også kommunens borgerservicecenter.
Rådhuset ligger på hjørnet af Smallegade og Allégade og er opført 1942–1953. Det rummer foruden kontorer rådhushal, festsal, kommunalbestyrelsens mødesal og bryllupssal. Rådhushallen fungerer blandt meget andet som valgsted. I kælderen er et stadsarkiv og en kommandocentral. Rådhuset er 60 m bredt og 120 m langt. Fra det 70 m høje rådhustårn er der udsigt over Frederiksberg til København og Øresundsbroen. På Frederiksberg Rådhusplads er placeret en vandkunst af Anker Hoffmann.

## Historie
Med til historien om byggeriet hører, at Frederiksberg Kommune voksede betragteligt i begyndelsen af 1900-tallet, og at kommunen fik flere opgaver. Derfor blev det eksisterende rådhus (senere nedrevet; i dag ligger Falkoner Centret på grunden), bygget 1885-1886 ved Howitzvej og Falkoner Allé, for småt. Allerede i 1896 og i 1907 blev det drøftet at opføre et nyt rådhus, men i første omgang klarede man sig med lokaler på tidligere kommuneskoler samt barakker og kontorer ude i byen. 
Som følge af den såkaldte København-Frederiksberg-kommission blev Frederiksbergs selvstændighed stadfæstet, og det skulle vise sig at få skub i byggeplanerne. Kommunalbestyrelsen udskrev i 1936 en arkitektkonkurrence. Den vandt Henning Hansen, men vinderprojektet, som var et fem etager højt H-formet kompleks på den eksisterende rådhusgrund blev aldrig realiseret. Kommunens egen arkitektafdeling fremlagde i 1941 skitser til et nyt rådhus beliggende mellem Bredegade og Smallegade. Efterfølgende blev Henning Hansen bedt om at projektere et nyt rådhus med den nye placering som udgangspunkt, og det blev vedtaget af kommunalbestyrelsen i april 1941. En række gamle huse blev nedrevet i 1942, hvor rådhusbyggeriet kunne påbegyndes. Materialemanglen under 2. verdenskrig blev dog en alvorlig udfordring, og i 1945 afgik Henning Hansen ved døden. Arkitekterne Carl Nimb og Helga Holm tog over. Grundstenen blev nedlagt 30. maj 1950, og under kongeparrets tilstedeværelse kunne Frederiksbergs nye rådhus indvies 9. maj 1953. 
I forbindelse med indvielsen donerede en række borgere klokkespillet i rådhustårnet, der spiller forskellige melodier fem gange i døgnet.

## Kommandocentralen
Frederiksberg Kommandocentral ligger i kælderen som en bunker under den vestlige del af Frederiksberg Rådhus. Kommandocentralen blev anvendt af Civilforsvaret fra rådhusets færdiggørelse i 1953 til efter Berlinmurens fald. Den blev aktiveret i forbindelse med Cubakrisen i 1962, eksplosionen på Valby Gasværk i 1964 og ved Tjernobylulykken i 1986. Den blev taget ud af drift i 1999 og er med jævne mellemrum åben for offentlige rundvisninger.